# Pier Gabriele Goidanich
Pier Gabriele Goidanich (* 30. Juli 1868 in Volosko; † 27. Oktober 1953 in Bologna) war ein italienischer Linguist, Latinist, Romanist und Italianist.

## Leben und Werk
Goidanich machte Abitur in Koper. Er studierte bei Graziadio Ascoli in Mailand sowie in Pisa. Dann war er Gymnasiallehrer im Mezzogiorno. Ab 1899 lehrte er an der Universität Pisa (ab 1905 als Ordinarius für Storia comparata delle lingue classiche), von 1906 bis 1938 an der Universität Bologna (zuerst Storia comparata delle lingue classiche e neolatine, ab 1936 Glottologia).
Goidanich war von 1911 bis 1926 Herausgeber der Zeitschrift Archivio glottologico.
Er war Mitglied der Accademia dei Lincei (1936), sowie der Accademia della Crusca. Ab 1939 gehörte er zum Senato del Regno.

## Werke
- La gutturale e la palatina nei plurali dei nomi toscani della prima e seconda declinazione, Salerno 1893
- Studi di latino arcaico, in: Studi italiani di filologia classica 10, 1902, S. 237–322
- L'origine e le forme della dittongazione romanza. Le qualità d'accento in sillaba mediana nelle lingue indoeuropee, Halle a. S. 1907 (Zeitschrift für romanische Philologie. Beiheft 5)
- Grammatica italiana ad uso delle scuole con nozioni di metrica esercizi e suggerimenti didattici, Bologna 1918
- Précis d'une histoire de la civilisation française à l'usage de l'enseignement secondaire, Florenz 1924
- Nouvelle méthode de langue française, 3 Bde., Florenz 1926
- I rapporti culturali e linguistici fra Roma e gli Italici, Bologna 1931 (erweitert in: Atti della Reale Accademia d'Italia. Memorie della Classe di scienze morali e storiche. Ser. 7; 3.7, S. 318–501)
- La crisi della lingua letteraria nel '500, Mailand 1947
- Grammatica italiana, 4. Auflage, hrsg. von Luigi Heilmann, Bologna 1962, 1967, 1974